# Opera seria
Opera seria (italiensk: 'seriøs opera') er opera i den 'alvorlige' og 'seriøse' stilart indenfor italiensk opera (i modsætning til opera buffa: 'komisk opera') frem til romantikkens gennembrud indenfor operaen ca. 1830. Den dominerede i Europa fra 1720'erne og frem til ca. 1770.
Opera seria blev opført i Italien, i Habsburgernes Østrig, i Spanien, i England og både i Sachsen og andre tyske stater. 
Opera seria opførtes også i Frankrig. Her kaldtes dens modsætning opéra-comique. En betegnelse der senere dækkede opera med talt dialog. Som fx Bizets tragiske "Carmen".